# Manuel Carpio
Manuel Eulogio Carpio Hernández (Cosamaloapan de Carpio, 1 de marzo de 1791 - Ciudad de México, 11 de febrero de 1860), conocido como Manuel Carpio, fue un relevante intelectual mexicano del siglo XIX y artífice de la medicina científica en México. Fue poeta, médico, filósofo, maestro y político, además de ser considerado como padre del Romanticismo mexicano, fue miembro distinguido de la Academia de Letrán, y de la Academia Nacional de San Carlos de México.
Su personalidad y obra se caracterizan por sus profundas convicciones religiosas y humanistas, haciendo que “el amor y la caridad fueran la regla de su vida”.

## Biografía

### Primeros años y formación
Manuel Carpio era el octavo hijo del matrimonio formado por el comerciante de algodón, Don Antonio José Carpió nacido en Córdoba, España y de Doña Josefa Hernández nativa del Estado de Veracruz. A muy temprana edad de Manuel, la familia se traslada a la Ciudad de Puebla, por compromisos de trabajo de su señor padre. Al morir su padre en 1796 y enfrentando una penosa situación económica, Carpio valiéndose por sus propios merecimientos, decide ingresar al Seminario Conciliar de Puebla, donde cursa las asignaturas de latinidad, artes, letras, filosofía y teología. Rápidamente y gracias al empeño en sus estudios, logra destacarse entre sus compañeros, lo que llamó la atención de los maestros y padres del Seminario. 
Entre sus maestros, logró el amplio reconocimiento del sacerdote Don José Jiménez, profesor de teología, que contaba con una abundante biblioteca y que fue un mentor para él. Una de las mayores pasiones de Manuel Carpio era la lectura, por lo que encontró en la colección de su maestro, y guiado por sus consejos, libros de religión, historia antigua, y clásicos griegos y latinos, hecho que lo marcaría para toda la vida.
Siendo natural y al terminar el curso de teología, pudo haber seguido el camino del sacerdocio, pero sintiéndose no digno para ejercerlo, dado su altísima concepción santa del oficio, opta por cursar la asignatura de derecho. No obstante y al no cubrir sus expectativas intelectuales, decidió optar por estudiar medicina.

### Estudios de medicina y traslado a la capital
En aquella época, sólo en la Universidad de Guadalajara y en la Real y Pontificia Universidad de México se impartían cursos de medicina, siendo estos aún básicos y de poca calidad. Para la asignatura de cirugía, en la Ciudad de México existía un curso que duraba cuatro años impartido por dos cirujanos que daban lecciones de anatomía en el Hospital Real, sin requisitos previos; en la Ciudad de Puebla se impartía este curso en el Hospital de San Pedro, aunque con una calidad mucho menor. 
Dado los escasos recursos económicos con los que contaba Manuel y al no poder costear su educación en la Universidad de México, decide ingresar al curso impartido en la Ciudad de Puebla. Manuel contó con la fortuna de que un grupo de jóvenes seminaristas optaron por la misma carrera y al ver que el curso no satisfacía del todo sus expectativas, decidieron formar una Academia particular para estudiar por ellos mismos medicina, mientras continuaban con sus cursos en el hospital. 
Como muestra de sus estudios, el grupo de estudiantes ofrece una exhibición de fisiología, dedicada al Obispo de la Diócesis, Don Antonio Joaquín Pérez. Manuel Carpió fue uno de los que presentó dicho trabajo. Para el año siguiente, Manuel fue designado Presidente de la Academia por sus mismos compañeros y continuaba con la presentación de actos de sobre anatomía y patología. Terminando sus estudios recibiría el grado de Bachiller.
Tan grata impresión causó Manuel, que el Señor Obispo de la Diócesis, Don Antonio Joaquín Pérez, lo becó con una pensión y lo mandó a la Ciudad de México para estudiar en la Universidad. Hacia 1832 lograba el grado de Profesor de Medicina, título obtenido por aprobar los exámenes requeridos ante la junta de facultativos de la Facultad Médica del Distrito.
Manuel Carpio se caracterizó por su formación autodidacta, por el estudio privado. Siempre mostró mucho interés en los adelantos científicos de su época y en las nuevas teorías; aunque fiel a sus convicciones y a su formación, jamás dejó de lado las teorías clásicas y que tanto habían formado su intelecto. Prueba de esto es la traducción al español de los Aforismos y Pronósticos de Hipócrates.

#### Aforismos y Pronósticos de Hipócrates

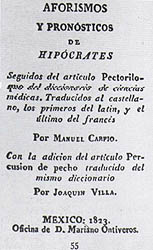
Portada de Aforismos y Pronósticos de Hipócrates

Durante sus estudios, tal era el interés de Manuel por la ciencia y la lectura clásica, que habiendo encontrado los aforismos y pronósticos de Hipócrates, decidió traducirlos al español, publicándolos al poco tiempo de obtener el grado bachiller en medicina (1823).
Este libro está dividido en cuatro secciones, siendo las dos primeras la traducción al español del escrito de Hipócrates, y las últimas dos son artículos traducidos del francés, uno sobre el pectoriloquo o estetoscopio y el otro, escrito por el Dr. Joaquín Villa, es sobre la percusión del pecho.
Siendo criticado en un principio por esta traducción, ya que en aquella época el latín era la lengua oficial de enseñanza en la Universidad, Manuel Carpio la justifica en su breve prólogo de esta obra, que a continuación se muestra de forma integra:

Poco satisfecho con las traducciones de los Aforismos y Pronósticos de Hipócrates, unas por incompletas, otras por anticuadas, y todas por inexactas, me puse la obligación de hacer una nueva que libre de semejantes notas, pudiera ser útil a los profesores del arte.
Movióme también a dar este paso, el deseo vivo que tengo de desterrar en lo posible un idioma, que leído y correcto en Cicerón, insinuante y mágico en Virgilio, es intolerable, fastidioso y repugnante en los colegios y universidades, donde, todavía se tiene la ridícula y quijotesca pedantería, de hablar en una lengua cuyos idiotismos se ignoran.No soy tan orgulloso que piense haber llevado la exactitud hasta el extremo: lo he procurado en todo, y si acaso no siempre he podido conseguirlo, atribúyase menos a mi descuido, que al lenguaje latino semibárbaro de los traductores de Hipócrates.
Carpio, Manuel. 1823. Aforismos y Pronósticos de Hipócrates, seguidos del artículo Pectoriloquia del Diccionario de Ciencias Médicas Traducidos al castellano, los primeros del latín, y el último del francés/ Prólogo

Por si fuera poco, Carpio utiliza como introducción la siguiente frase: “Hipócrates era hombre, y a veces se engañó como todos”. Considerada casi como una herejía para su tiempo, esta frase demuestra la época que imperaba en México que vivió Manuel Carpio, el derrumbamiento de las instituciones coloniales para dar paso a un corriente reformadora y novohispana, utilizando el idioma como medio de cambio.
Como dijera José Bernardo Couto en la obra prologada de Manuel Carpio: «El cuidado de seguir la ciencia en sus adelantos lo mantuvo hasta sus últimos días; aunque sin dejarse jamás deslumbrar con novedades.»

### Médico reformador y de vanguardia
Manuel Carpio recibe la gran influencia de uno de sus maestros, el Dr. Luis José Ignacio Montaña, quien fue un innovador para su época, ya que rechazaba las afirmaciones verbalistas, condenaba prácticas que para algunos estudiosos del tema resultaban perjudiciales y peligrosas, e impulsaba una nueva visión, de que para cada mal existía un medicamento biológico. Este pensamiento marcó a Carpio, quien se empeñó en trasformar el método empírico y tradicionalista, que en ocasiones era perjudicial para la salud, por una enseñanza científica, descriptiva y de vanguardia. Es por esto que se le considera como artífice de la medicina científica en México.
Manuel Carpio vive la transición de la medicina colonial y tradicionalista, a la medicina científica, cuando en México se da el cambio más importante del paradigma médico, del humoral al anátomo-patológico.
Como se describe, él es en enlace entre dos épocas, estudiando los conceptos de la medicina tradicional y transformándolo en conocimientos vanguardistas. Es sabido, que Manuel Carpio realizó los primeros estudios e investigaciones con microscopio en México.

### Docencia
Hacia el año 1833, y una vez que Manuel obtiene el título de médico, forma parte del profesorado del Establecimiento de Ciencias Médicas, siendo el responsable de la cátedra de fisiología e higiene. Es en este recinto, donde su espíritu de investigador lo llevan a contravenir las viejas concepciones médicas y empieza a incorporar nuevos conceptos fisiológicos, en gran medida influenciado por las investigaciones y pensamientos de Thomas Sydenham, de Xavier Bichat y de François Magendie.
Siendo admirador y seguidor del pensamiento de Hipócrates, dedica parte de su investigación y docencia a depurar las cátedras influenciadas por las teorías de Brown y de François Broussais, que el consideraba como "malas influencias". Asimismo y como lo dijera Don Bernardo Couto, el comportamiento de Carpio a estas ideas era: Oyólas con precaución, púsolas luego al crisol de la observación y el raciocinio, no tardó en decidirse contra ellas. Ni se contentó con desecharlas para sí; sino que persuadido de que además de falsas, eran nocivas, las atacó de todas maneras; en escritos científicos, en la conversación familiar, hasta con el arma del chiste.
Existe un epigrama, que parecía que entre broma y poesía, parecía decir mucho del pensamiento Manuel Carpio:

Método de nuestros días

Luego que algún mal asoma

Agua de malvas o goma,

Sanguijuelas o sangrías,

Y que el enfermo no coma.
Manuel Carpio, Epigrama, sin fecha conocida

El Establecimiento de Ciencias Médicas, se vio atrapado en la situación política que imperaba en esa época, por lo que al año siguiente corrió el riesgo de cerrar sus puertas para siempre. Pero gracias al empeño y dedicación del profesorado del Establecimiento, a su decidida participación, se esforzaron en salvarlo. Sin sueldo, sin recursos para los gastos más necesarios; privados de un lugar para la enseñanza; haciendo del día a día una conquista, o más bien, ejerciendo un apostolado de la ciencia. Fue de esta forma en que Carpio junto con el profesorado logran salvar el Establecimiento, lugar donde Manuel Carpio siguió impartiendo clases hasta el día de su muerte.

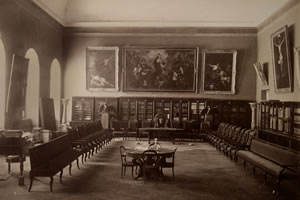
Antigua Academia de San Carlos en 1867.

Contando con afamada reputación como médico, decide dedicarse de forma total a la vida académica (pasión que abrazo hasta el día de su muerte) en lugar de una carrera como médico privado. Entre sus innumerables actividades, fue miembro de la Primera Academia de Medicina (1836 - 1841), del cual en distintas épocas fue Secretario y Presidente. El espíritu aventurero y académico de Manuel, lo lleva ser editor y director del Periódico de la Academia, miembro de la Comisión Nacional de Estudios y vicepresidente del Consejo Superior de Salubridad que en 1841 reemplazó a la Facultad médica del Distrito.
Manuel dividía su tiempo entre las asignaturas del Establecimiento de Ciencias Médicas, las clases de anatomía que impartía a los estudiantes de la Academia Nacional de San Carlos de México (hoy Escuela Nacional de Artes Plásticas) en donde el reconocido pintor y paisajista mexicano José María Velasco fue uno de sus tantos alumnos y en algunas consultas a gente de escasos recursos, todas estas siempre de forma gratuita. En su biografía, el carácter humanista de Carpio quedaba plasmado:

Bondadoso é indulgente, como he dicho, con los enfermos, jamás sin embargo lisonjeaba, ni mentía, ni halagaba manías; que todo eso era incompatible con la mesura y gravedad de su carácter. Algunos libros se han escrito de moral médica: creo que bastaría por todos uno que contase cómo ejercía Carpió su oficio.

La Universidad de México le dio espontáneamente en 1854 el grado de Doctor, incorporándolo al gremio, conforme a los estatutos, sin exigirle ninguna nueva prueba, ni gastos; y seguidamente le confirió las cátedras de Higiene y de Historia de las ciencias médicas.

#### Trabajo social
Manuel Carpio siempre buscó la forma de educar y generar hábitos de higiene en la población, es así que decide escribir un libro titulado Medicina Doméstica, en el cual enseñaba los principios básicos de higiene, primeros auxilios y pequeñas intervenciones quirúrgicas con los elementos indispensables que existían en cualquier hogar de una familia mexicana.
De gran utilidad, especialmente en el campo y en lugares en donde el acceso a la medicina resultaba prácticamente imposible, Bernardo Couto explicaba que para escribir una obra de este tipo, se debe reunir dotes que parece imposible hermanar; suma claridad, suma exactitud, completa seguridad de doctrina; y al mismo tiempo nada de aparato científico.

#### Otras ciencias
Más allá de la medicina, la docencia, la anatomía, la higiene y la salud pública, Carpio mostraba gran interés en otras ciencias: la geología, y la astronomía, disciplina que le era fascinante.
La arqueología, la ciencia sagrada, y las bellas artes, llamaron siempre su atención. Su afición a las obras de los clásicos de Grecia y Roma, la historia de antiguas civilizaciones como las de Nínive, Babilonia, Siria, Egipto, formaban para él un aliciente más a su intelecto. Asiduo seguidor de los descubrimientos de Jean-François Champollion, buscó seguirlos lo mejor posible y a la medida que encontraba información en México.
Lo mismo hizo con las investigaciones sobre las ruinas de las ciudades de Asiría y Caldea. Pero, sobre todo, Palestina era para él su predilección: a Flavio Josefo lo había leído quizá tanto como a Hipócrates, y los viajeros de Tierra Santa eran un escape para su imaginación. 
Por si fuera poco, se encargó de la edición, dirección y publicación de la obra Tierra Santa, que imprimió Mariano Galván, decano y benemérito de la librería en México. El fondo del libro es la parte del Itinerario de Chateaubriand, que trata de Siria y Egipto.
Otro de los autores que le llenaban el ojo era Calmet. Traductor, por encargo de Galvan, se dio a la tarea de traducir al español partes de la Biblia de Aviñón o de Vencée, ya que fue el encargado de la traducción del Deuteronomio y del Libro de Josué; probablemente al profeta Jeremías también lo tradujo.

### Humanismo
Manuel Carpio era en propia definición de Bernardo Couto: un hombre genialmente bueno, incapaz de aborrecer sino el vicio en sí mismo. Yo no he conocido persona que menos se permitiera juzgar mal de nadie, ni manifestar opinión o sentimiento contrario a otro. Delante de él la murmuración tenía que callar, porque con su presencia grave y severa le obligaba a guardar mesura.
De impecable lenguaje y buenas costumbres, los chocarreros y lenguaraces jamás hallaron acogida con él. Y no porque fuera de carácter amargado y sin gracia, al contrario con un fino sentido del humor, que en ocasiones el sarcasmo y los chistoretes eran parte de su conversación, más sin embargo no toleraba que algún comentario hiriese a persona, que se afectara la reputación, ni que se rebajaran las cosas que el consideraba básicas en el trato humano.
Su bondad sin embargo, no era muestra de debilidad o de miedo para afrontar sus deberes, por duros que fuesen. Actuaba como dictaminaba su conciencia, y practicaba a la letra la máxima de Leibniz: La justicia es la caridad del sabio. Manuel Carpió poseía su alma en sosiego, y era siempre señor de sí mismo. Amaba sobremanera la verdad en todas las cosas, y la mentira era para su corazón lo que el sofisma para su entendimiento; objeto de una repugnancia instintiva, anterior a toda reflexión.
Se dice que era excelente amigo, bondadoso con cualquier persona, pero selecto de otorgar su amistad, sabiendo el costo de esta. De fuerte formación católica, jamás interfirió en otras creencias, al contrario las respetaba. Su formación solo la enseñaba a través de sus actos. Las disputas religiosas le parecían nocivas, y seguía con entera pero razonada fe la creencia de la Iglesia católica.

### Actividad política
Manuel Carpio también se dio el tiempo suficiente para incursionar dentro de la administración pública y la política. En 1824, fungió como Redactor de actas de la legislatura del Estado de México, después fue elegido Diputado al Congreso General por el mismo estado para el bienio de 1825-1826. De buena reputación en el Congreso, fue elevado a Presidente de la Cámara en algún momento
Para el siguiente periodo, en su estado natal, Veracruz, fue consejero del Gobierno Estatal y Diputado local por el Partido Conservador Mexicano. En aquel momento, el Congreso y el Gobierno Estatal se opusieron al bando yorkino, que se había para entonces organizado en logias masónicas bajo encargo y supervisión del Embajador norteamericano Joel R. Poinsett. Para defender y justificar su postura, la Legislatura local decidió redactar un manifiesto, encargo que se dio a Manuel Carpio. El manifiesto se publicó el 19 de junio de 1827, escrito que causó impacto, redactado con fuerza y vehemencia. En algunos sectores causó tanta impresión, que no daban crédito al escrito de Carpio, dada su fuerza y al contrastante carácter templado de quien lo escribió.
Al fracaso de la Revolución de Tulancingo, Manuel Carpió, que había atraído sobre sí la atención, sufrió amenazas, y temió ser blanco de la saña del bando vencedor, por lo que decide exiliarse en el Estado de Puebla. En septiembre de 1828, y con la elección de Presidente de la República a poco a tiempo, volvió a Xalapa, votó como sus colegas de Congreso en favor de Manuel Gómez Pedraza y contra el general Vicente Guerrero, candidato de los yorkinos. Pero una vez que se desconoció el resultado de las elecciones generales, que llevaron a Guerrero a la Presidencia, decide retirarse y regresar a la Ciudad de México.
Era una época en que la situación política en el país era débil y complicada, enmarcada por una guerra civil entre liberales y conservadores. Manuel Carpio, a pesar de sus actividades políticas, siempre se mantuvo al margen de las luchas sangrientas e inmisericordes. Como lo explica Luis Ramón Bustos, el comportamiento del poeta era:

Allí donde otros disputan a muerte, él tan sólo se recrea con vinos dulces de Judea. Oye consoladores tañidos de lucios laúdes; salmos que se desgranan con melodiosa piedad; campos y montes que, cuando el orto inicia, entonan alabanzas a Dios. Es un médico que pastorea rebaños. Por eso no está aquí, por eso ronda -día tras día y sin conocerla- Tierra Santa. Oriente le guía. Sólo hacia Oriente encamina sus pasos.
Luis Ramón Bustos, Hablando de Manuel Carpio en La Crónica

Al paso de los años regresó a la actividad política, siendo que en 1837 fue miembro de la Junta Departamental de México. Por derecho establecido en las Bases Orgánicas, debió entrar a las Cámaras de 1846; pero antes cayó aquella constitución por la asonada de San Luis Potosí. Después de la paz de Guadalupe, en 1848 fue miembro de la Cámara de Diputados, y en 1851 de la del Senado. En enero de 1858 entró al Consejo de Estado, como representante de Nuevo León; mas a mediados del mismo año renunció el cargo, como lo hablan hecho varios de sus colegas, cuando se anunció que iba a adoptarse una política menos templada que la que había seguido el primer ministerio del Plan de Tacubaya.
Pocas veces tomaba parte en las discusiones públicas, y más bien se daba al trabajo de comisiones. En estas y en el acto de votar mostraba siempre imparcialidad y rectitud. Por principios, por carácter, por los hábitos todos de su vida, él no podía pertenecer al bando popular; pero tampoco podía avenirse con las destemplanzas del poder arbitrario. Patriota sincero, amando con pasión el país de su nacimiento, y queriendo para él ventura y buen nombre, no podía desear sino un gobierno de orden y justicia, que respetara el derecho donde quiera que estuviese, y que de verdad, sin estrépito ni agitaciones, promoviera el adelantamiento de la República. Todo el mundo hacia justicia a sus sentimientos, y todos los partidos al fin respetaron su persona y estimaron su virtud.

#### Actividad política por orden cronológico
| Instancia                                      | Cargo                                  | Periodo                                |
| ---------------------------------------------- | -------------------------------------- | -------------------------------------- |
| Partido Conservador de México                  | Miembro del Partido Conservador        | 1824 - 1858                            |
| Congreso del Estado de México                  | Redactor de Actas                      | 1824                                   |
| Congreso General de la Federación              | Diputado por el Estado de México       | 1827 - 1828                            |
| Congreso General de la Federación              | Presidente de la Cámara de Diputados   | 1828                                   |
| Junta Departamental de México                  | Miembro de la Junta                    | 1837                                   |
| Academia de Medicina de México                 | Miembro de la Academia                 | 1836 - 1841                            |
| Academia de Medicina de México                 | Secretario y Presidente                | En diversos momentos entre 1836 - 1841 |
| Periódico de la Academia de Medicina de México | Director y Editor                      | 1836 - 1841                            |
| Comisión Nacional de Estudios                  | Miembro de la Comisión                 | 1840 - ?                               |
| Consejo Superior de Salubridad                 | Vicepresidente                         | 1841 - ?                               |
| Congreso General de la Federación              | Diputado por el Estado de Veracruz.    | 1846                                   |
| Congreso General de la Federación              | Diputado por el Estado de Veracruz     | 1848- 1849                             |
| Congreso General de la Federación              | Senador por el Estado de Veracruz      | 1850 - 1852                            |
| Concurso "Himno a la Patria"                   | Jurado                                 | 1853                                   |
| Academia de Letrán                             | Miembro de la Academia                 | 1836- 1856                             |
| Academia Nacional de San Carlos de México      | Secretario Provisional                 | 1856 - 1857                            |
| Consejo de Estado                              | Representante del Estado de Nuevo León | 1858                                   |
| Establecimiento de Ciencias Médicas            | Catedrático                            | 1833 - 1860                            |
| Academia Nacional de San Carlos de México      | Académico honorario                    | 1843 - 1860                            |

### Romanticismo

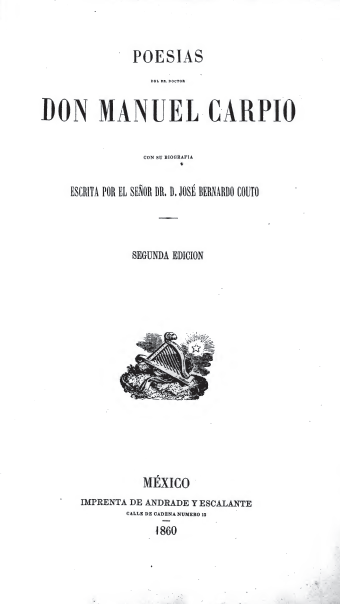
Portada de Poesías del Sr. Doctor Don Manuel Carpio

Considerado como el Padre del Romanticismo mexicano para algunos autores [cita requerida], Carpio era un hombre de vasta cultura y una fuerte formación religiosa. Desde muy temprana edad, e inducido por sus padres y después por sus estudios en el Seminario Conciliar de Puebla, la influencia católica fue el sello que marcaría sus obras. Humanista y de refinada cultura, de buena formación académica y de tendencias conservadoras, los temas históricos y religiosos fueron el hilo conductor de la poesía de Manuel en el naciente romanticismo mexicano. José Luis Martines, llamaba a Manuel Carpio y a José Joaquín Pesado los referentes del «romanticismo del pasado.»
El fuerte arraigo católico y conservador de Manuel, hizo que su espíritu compasivo, caritativo y contemplativo se reflejara en cada una de sus poesías, buscando la perfección de la forma y la claridad en la expresión.
Bernardo Couto lo llamó Musa vetat morí (el arte de la palabra libra de morir) como hubiera sentenciado siglos antes el gran poeta latino Horacio. Se introdujo en este maravilloso oficio en edad avanzada, cerca de los cuarenta años, y solo cuando se sintió apto y basto de conocimientos. Su primera obra -1832- fue una Oda a la Virgen de Guadalupe, la cual se entregó en la función anual que los comerciantes de la Ciudad de México celebraban año con año. En los siguientes años, Mariano Galván le encargaría otras composiciones sobre al mismo tema a Manuel Carpio para incluirlo en el calendario anual que editaba. 
En 1849, José Joaquín Pesado reunió las obras publicadas del poeta en un solo tomo, para lo cual también incluyó obras inéditas, además de ser prologado por el mismo. La publicación alcanzó el reconocimiento general y fue de gran aceptación en el círculo literario. Couto hace un análisis de la situación en la que se encontraba la literatura mexicana en esa época: si se compara lo que se escribía hacia el año de 1830, con lo que dos siglos antes habían producido Valbuena, Ruiz de Alarcón, Sor Juana Inés de la Cruz, la comparación es notoriamente desventajosa para el tiempo posterior, y hay que convenir en que habíamos atrasado en vez de adelantar.
En la poesía de Carpio se encuentra una rima simple y exacta, variada y rica; pareciera que escribiera versos de la forma más simple sin ni siquiera redondear sus estrofas. Sin andarse buscando de propósito consonantes difíciles, no los esquiva cuando se "le ofrecen al paso, ni le hacen jamás sacrificar su pensamiento". Escribir en verso es lo suyo, es exacto y puro. Su estilo es limpio y claro, aunque en ocasiones abuzó por buscar la perfección de estilo, nunca dejó llevarse por la tentación de la prosa, no porque esta fuese mala, sino porque no correspondía a su ser. La poesía de Carpio básicamente se centró en dos temas: La Biblia, y los pasajes naturales de Cosamaloapan, de donde era originario. Tal fue su amor por su tierra natal, que popularmente se le empezó a llamar El Cantor del Terruño.
Se cree que en la poesía de Manuel Carpio existían dos grandes problemas, el primero: la monotonía que de sus composiciones, las cuales parecían ser un producción en serie, porque en todas están los mismos elementos y las mismas pasiones: el segundo, que esos elementos están integrados y compuestos profundamente en cada una de sus obras. Couto lo señaló como

..."tal vez lo hubiera evitado todo, si no hubiera visto con despego la poesía de pensamiento, en que tantos recursos encuentran los talentos superiores; la poesía al modo horaciano. Pero, sea genio, sea sistema, él seguía otro camino.
Bernardo Couto

Esa forma de escribir, no solo la plasmaba en sus obras literarias, sino que procuraba difundirlas y sostenerlas de palabra. Así lo hizo constantemente en la Academia de Letrán, que desde el año de 1836 hasta el de 1856 acostumbraron juntarse una vez cada semana, para leer y examinar sus composiciones, y discutir los principios del arte. A esas reuniones asistían Andrés Quintana Roo, José María Lacunza y Juan N. Lacunza, Joaquín Pesado, Guillermo Prieto, Francisco Ortega, Alejandro Arango, entre otros.
El papel de Manuel Carpió en la Academia era siempre el de mantenedor de los principios severos del gusto clásico; en el tribunal de su juicio no alcanzaba indulgencia lo que se ajustaba estrictamente a esos principios. Lo mismo que en la poesía, le pasaba en bellas artes, de las que también fue aficionado. Ninguna pintura, ninguna estatua le llamó jamás la atención, si el asunto no era noble, y si no estaba desempeñado con grandiosidad y con pureza de estilo. Fue secretario provisional de 1856 a 1857 de la Academia de San Carlos, de la que también era Académico honorario. 
Su formación, era blanco de críticas. Al respecto Luis Ramón Bustos, hace la siguiente aclaración:

Lo suyo es leer, aprender siempre, hacerse espíritu. De ahí que resulte tan absurdo que furibundos liberales le cataloguen de furibundo conservador. Quien le conoce, sabe que su reino no es de este mundo; que su alma, entera y plena, pertenece exclusivamente al Señor. Suelen sus amigos agobiarlo con reconocimientos y aplausos. Hombres de ciencia, poetas consagrados, han escrito eruditos comentarios, profusos estudios que confirman sus dotes en ambas sendas... Nada le importan los boatos, los cantos de sirena de la fama, la veleidosa fortuna. En un siglo donde el oro y las armas imperan, su solo escudo es la plegaria... No posee moblaje lujoso: modestas viandas y cristalina agua adornan su mesa... Sabe lavar el corazón con versos sencillos, restaura cuerpos maltrechos con tónicos unciosos. Es, apenas, un hombre de Dios
.
Luis Ramón Bustos, Hablando de Manuel Carpio en La Crónica

#### Jurado en el Himno Nacional Mexicano
En 1853, el gobierno de Antonio López de Santa Anna, convoca a un concurso para la composición de la letra del Himno Nacional Mexicano. Como miembros del jurado, fueron seleccionados tres importantes intelectuales de la época: Bernardo Couto, José Joaquín Pesado, y Manuel Carpio.

### Vida personal
Manuel Carpio se casó con Guadalupe Berruecos, matrimonio que procreó cinco hijos. Esta familia tuvo un comportamiento ejemplar y fue reconocida por sus actos caritativos. En 1856 muere su esposa y tres años después, en enero de 1859, su cuñado, Rafael Berruecos, al que quería como un hermano. Estos hechos le dejarían una profunda tristeza y pena hasta el día de su muerte.
Se vio aquejado por una penosa enfermedad cerebral (que se explicó por una especie de oblivion, ya que presentaba fuertes dolores de cabeza, cegueras momentáneas, mareos y pérdida de memoria), que lo mermó durante más de un año. El 11 de febrero de 1860, sufre un ataque, que le deja sin vida varias horas después. Sus funerales fueron públicos y llenos de dolor, dignos del que en aquella época se le pudo considerar el primer hombre de la ciudad. Alumnos de la clase de escultura de la Academia de San Carlos, bajo la dirección de Manuel Vilar, sacaron poco antes de su muerte un busto del poeta, de tamaño mayor que el natural a manera de homenaje.
Y, como dijera Bernardo Couto, "Del talento y la bondad unidos es imposible hablar sin algún sabor de alabanza."

## Manuel Carpio en la cultura popular

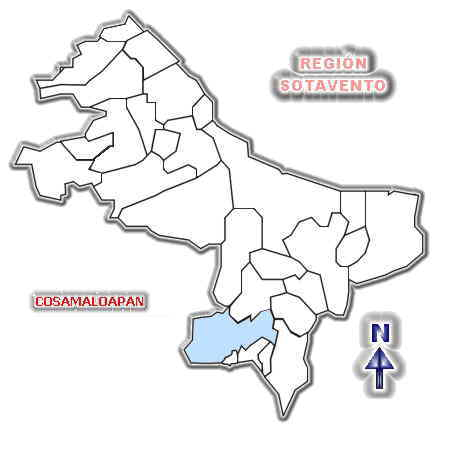
Mapa del municipio de Cosamaloapan de Carpio

En 1918, por Decreto publicado el 4 de junio, el municipio de Cosamaloapan recibe el nombre de Cosamaloapan de Carpio, en honor al médico y poeta.
En las tres principales metrópolis de la República Mexicana, existen calles y avenidas nombradas Manuel Carpio, de las cuales la Ciudad de México cuenta con 10.

### Centenario de la muerte del poeta
En la celebración del centenario de la muerte de Manuel Carpio, el 11 de marzo de 1960, se compone un himno en su honor. He aquí un fragmento de este:

Coro.

¡Oh Carpio! Tu fama

nimbada de gloria,

fulgura en la historia

con regio esplendor…

Las frondas te cantan

y el pueblo que te ama

te rinde tributo

de paz y de amor.

Cantado por primera vez en el Centenario del fallecimiento del Dr. Manuel Eulogio Carpio Hernández.

## Obras

### Publicaciones
- Carpio, Manuel (1832).  Mariano Galván Rivera, ed. La Tierra Santa, o descripción exacta de Joppe, Nazareth, Belén, el Monte de los Olivos, Jerusalén y otros lugares célebres en el Evangelio. A lo que se agrega una noticia sobre otros sitios notables en la historia del pueblo hebreo (1era edición). México.
- Carpio, Manuel (1832). Periódico de la Academia de Medicina de México. En 5 tomos (1era edición). México: Cuatro primeros en la imprenta de Galván, y el último en la de Ojeda.
- Carpio, Manuel (1860). Poesías del Sr. Dr. Don Manuel Carpio. Con Su Biografía escrita por el Sr. Dr. Don José Bernardo Couto (2a edición). México: Imprenta de Andrade y Escalante.
- Carpio, Manuel (1823). Aforismos y Pronósticos de Hipócrates, seguidos del artículo Pectorílouo del Diccionario de Ciencias Médicas Traducidos al castellano, los primeros del latín, y el último del francés 1 (12) (1era edición). México: oficina de D. Mariano Ontiveros.
- Carpio, Manuel (1845). Medicina doméstica (1era edición). México: Sin datos.

### Recopilaciones
- Carpio, Manuel; Pesado, José Joaquín, et al (2000). Poesía romántica mexicana (antología) (1era edición). México: Educal, S.A. de C.V. ISBN 968-27-0919-9.
- Carpio, Manuel (1987). Poesía (Colección UV Rescate) (1era edición). México: Universidad Veracruzana. ISBN 968-83-4070-7.
- Montes de Oca, Francisco (1993). «Ocho Siglos De Poesía: En Lengua Castellana». Sepan cuantos (873). ISBN 968-43-2784-6.